# یوهان نیمان
یوهان نیمان (به آلمانی: Johann Niemann) (زاده ۴ اوت ۱۹۱۳- مرگ ۱۴ اکتبر ۱۹۴۳) یک افسر آلمانی در دوره رایش سوم و جانشین فرمانده اردوگاه مرگ بلزک و اردوگاه مرگ سوبیبور بود. وی در ۱۴ اکتبر ۱۹۴۳ ترور شد.
وی در سال ۱۹۳۱ به حزب نازی و در سال ۱۹۳۴ به اس‌اس پیوست.در ابتدا به عنوان اس‌اس-اوبرشارفورر در اردوگاه مرگ بلزک خدمت کرد و فرمانده یکی از اردوگاه‌های مرگ شد.پس از مدتی به اردوگاه مرگ سوبیبور منتقل شد و برای مدتی در سال ۱۹۴۲ و اوایل ۱۹۴۳ به عنوان معاون فرمانده این اردوگاه خدمت کرد.پس از بازدید هاینریش هیملر از اردوگاه در ۱۲ فوریه ۱۹۴۳، نیمان به درجه اس‌اس-اونتراشتورمفورر ترفیع پیدا کرد.
کارل فرنتسل که از فرماندهان اردوگاه مرگ سوبیبور بود، نحوه برخورد نیمان با یک تهدید شورش در میان زندانیان را چنین شرح می‌دهد:
"یک کاپوی لهستانی به من گفت که چندین یهودی هلندی تلاش دارند که از اردوگاه بگریزند، من این را به اطلاع معاون فرمانده نیمان رساندم.وی دستور داد که ۷۲ یهودی اعدام شوند."
در ۱۴ اکتبر ۱۹۴۳ شورشی در اردوگاه مرگ سوبیبور رخ داد.از آن‌جا که وی عالی‌ترین مقام حاضر در آن روز بود، اولین شخصی بود که مورد حمله شورشیان قرار گرفت.وی به دست یکی از نیروهای زوندرکماندو در اردوگاه به نام الکساندر شوبایف که یک سرباز یهودی ارتش سرخ بود با ضربات تبر کشته شد.